# Massimo Spinetti
Massimo Spinetti (* 26. September 1943 in Veroli) ist ein italienischer Diplomat im Ruhestand.

## Werdegang
1967 trat er in den auswärtigen Dienst.
Spinetti wurde in Lagos, Stockholm und Canberra beschäftigt.
Von 1983 bis 1987 hatte er Exequatur als Generalkonsul in Hannover.
Ab 1987 leitete er die Abteilung Kulturinstitute und Schöne Künste und wurde in der Folge zum stellvertretenden Leiter der Abteilung Kultur im Außenministerium ernannt.
Vom November 1995 bis Juli 1999 war er Botschafter in Ljubljana und von Juli 1999 bis 2002 Botschafter in Panama-Stadt.
Von 2002 bis 2007 war er stellvertretender Generalinspekteur im Außenministerium.
Vom 28. April 2007 bis 15. Juli 2010 war er Botschafter in Wien.
2010 wurde er in den Ruhestand versetzt.
An seinen diplomatischen Dienst anschließend betrieb er Studien zur diplomatischen Geschichte.
Im Fokus seiner Studien standen Klemens Wenzel Lothar von Metternich und Costantino Nigra. Die Ergebnisse seiner Forschungen veröffentlichte er einerseits traditionell in Vorlesungen und Artikeln.
Andererseits ist er Autor eines Musicals basierend auf dem Leben der Pauline von Metternich und basierend auf dem Tagebuch des Jean-Gabriel Eynard (1775 in Lyon–1863), Genfer Bankier, Philhellene und Fotograf während des Wiener Kongresses entwarf er eine konzertante Präsentation mit Klavier (Bänkelsang).
Er ist Vorsitzender der Cassa Mutua Renato & Pasquale Prunas eines Solidaritäts- und Präventionsverein des Ministeriums für auswärtige Angelegenheiten und internationale Zusammenarbeit (Italien).